# Poaephyllum tenuipes
Poaephyllum tenuipes är en orkidéart som först beskrevs av Rudolf Schlechter, och fick sitt nu gällande namn av Robert Allen Rolfe. Poaephyllum tenuipes ingår i släktet Poaephyllum och familjen orkidéer. Inga underarter finns listade i Catalogue of Life.